# Nymphs
Nymphs ist eine finnische Fantasy-Fernsehserie, die auf Themen der griechischen Mythologie basiert, aber im Finnland der heutigen Zeit spielt. Die Serie wurde von Fisher King Productions produziert; die Übersetzungsrechte der Serie wurden für die Vereinigten Staaten, das Vereinigte Königreich, Deutschland, Frankreich, die Niederlande, Spanien, Italien, Russland und Brasilien vergeben.

## Handlung
Während die 17-jährige Didi Tasson das erste Mal mit ihrem Freund schläft, stirbt dieser. Kurz darauf entführen sie zwei mysteriöse Frauen – Kati und Nadia – und vernichten alle Hinweise auf ihre Existenz, wobei ihre Mutter zustimmt. Kati und Nadia eröffnen Didi, dass sie alle drei unsterbliche Nymphen seien, die – wie alle Nymphen – unter dem Einfluss des Vollmonds lebten. Um zu überleben, sind sie darauf angewiesen, einmal im Monat mit einem Mann zu schlafen, wobei dieser das Leben verlieren kann. Die Nymphen sind auf der Flucht vor Satyrn, die sie seit Jahrhunderten als Sklavinnen halten.

## Deutsche Fassung
Die Serie wurde von der Lavendelfilm GmbH synchronisiert. Die Serie wurde auf ProSieben Fun ausgestrahlt und ist über Maxdome abrufbar. Auf MyVideo wurde die Serie bis zum 14. Dezember 2014 kostenfrei angeboten. Zurzeit ist die Serie bei Amazon Prime verfügbar. Außerdem wurde die Serie 2015 auf Sixx ausgestrahlt.
| Figur                | Darsteller          | Deutscher Sprecher     |
| -------------------- | ------------------- | ---------------------- |
| Didi Tasson          | Sara Soulié         | Victoria Frenz         |
| Nadia Rapaccini      | Manuela Bosco       | Kathrin Neusser        |
| Kati Ordana          | Rebecca Viitala     | Antje von der Ahe      |
| Erik Mann            | Ilkka Villi         | Matti Klemm            |
| Samuel Koski         | Jarkko Niemi        | Jan Makino             |
| Frida Fredriksdottir | Malla Malmivaara    | Julia Kaufmann         |
| Jesper Janssen       | Pelle Heikkilä      | Sebastian Schulz       |
| Kari Harju           | Svante Martin       | Jörg Hengstler         |
| Mitchell Brannegan   | Lauri Tilkanen      | Wanja Gerick           |
| Valtteri Vaara       | Robin Svartström    | Bernd Vollbrecht       |
| Lucas Pascal         | Hannes Mikkelsson   | Fabian Kluckert        |
| Heikki Hannula       | Kai Vaine           | Matthias Deutelmoser   |
| Matias van der Haas  | Ville Virtanen      | Thomas Schmuckert      |
| Salma van der Haas   | Kristiina Halkola   | Karin David            |
| Elina Tiensuu        | Johanna af Schultén | Sabine Arnhold         |
| Jamila               | Jemina Sillanpää    |                        |
| Roland Gyllen        | Esko Roine          | Dieter B. Gerlach      |
| Gabriel Korda        | Mikko Leppilampi    | Viktor Neumann         |
| Johannes Metso       | Max Ovaska          | Julius Jellinek        |
| Janne Maalasmaa      | Andreas af Enehjelm | Julien Haggége         |
| Rose                 | Outi Condit         |                        |
| Lektorin             | Miina Turunen       | Almut Zydra            |
| Bibliothekar         | Olli Ikonen         | Uwe Büschken           |
| Aurelia              | Amira Khalifa       | Heide Domanowski       |
| Jessica              | Minka Kuustonen     | Maria Koschny          |
| Ana-Claudia          | Jasmin Hamid        | Tina Haseney           |
| Leo Degerman         | Pertti Sveholm      | Hans-Jürgen Dittberner |
| Pauliina Koski       | Anu Sinisalo        | Ulrike Möckel          |
| Pentti Koski         | Jukka-Pekka Palo    | Erich Räuker           |
| Laertes              | Mikko Nousiainen    | Johannes Berenz        |

## Episodenliste
| Nr. | Deutscher Titel             | Originaltitel         | Erstausstrahlung Finnland | Deutschsprachige Erstausstrahlung (D/CH) | Regie                        |
| --- | --------------------------- | --------------------- | ------------------------- | ---------------------------------------- | ---------------------------- |
| 1   | Nymphen                     | Täysikuu              | 24. März 2014             | 3. Nov. 2013                             | Miikko Oikkonen, Teemu Nikki |
| 2   | Tod bei Vollmond            | Hunajamehiläiset      | 31. März 2014             | 3. Nov. 2013                             | Teemu Nikki, Miikko Oikkonen |
| 3   | Satyr und Nymphe            | Solmu                 | 7. Apr. 2014              | 10. Nov. 2013                            | Teemu Nikki, Miikko Oikkonen |
| 4   | Die große Lüge              | Quid Pro Quo          | 14. Apr. 2014             | 10. Nov. 2013                            | Teemu Nikki, Miikko Oikkonen |
| 5   | Die Flucht                  | Pako                  | 21. Apr. 2014             | 17. Nov. 2013                            | Teemu Nikki, Miikko Oikkonen |
| 6   | Das Heilmittel              | Parannuskeino         | 28. Apr. 2014             | 17. Nov. 2013                            | Teemu Nikki, Miikko Oikkonen |
| 7   | Mythen                      | Oireita               | 5. Mai 2014               | 24. Nov. 2013                            | Teemu Nikki, Miikko Oikkonen |
| 8   | Die Legende von Montpellier | Montpellierin legenda | 12. Mai 2014              | 24. Nov. 2013                            | Miikko Oikkonen, Teemu Nikki |
| 9   | Der goldene Käfig           | Kultainen häkki       | 19. Mai 2014              | 1. Dez. 2013                             | Miikko Oikkonen, Teemu Nikki |
| 10  | Eriks Rache                 | Velanidia             | 26. Mai 2014              | 1. Dez. 2013                             | Miikko Oikkonen, Teemu Nikki |
| 11  | Aurelia                     | Hohdeaika             | 2. Juni 2014              | 8. Dez. 2013                             | Miikko Oikkonen, Teemu Nikki |
| 12  | Die Mondfinsternis          | Kuunpimennys          | 9. Juni 2014              | 8. Dez. 2013                             | Miikko Oikkonen              |